# Чептура де Жос (Прахова)
Чептура де Жос (рум. Ceptura de Jos) насеље је у Румунији у округу Прахова у општини Чептура. Oпштина се налази на надморској висини од 168 m.

## Становништво
Према подацима из 2002. године у насељу је живело 2518 становника, од којих су сви румунске националности.